# Matriz extracelular

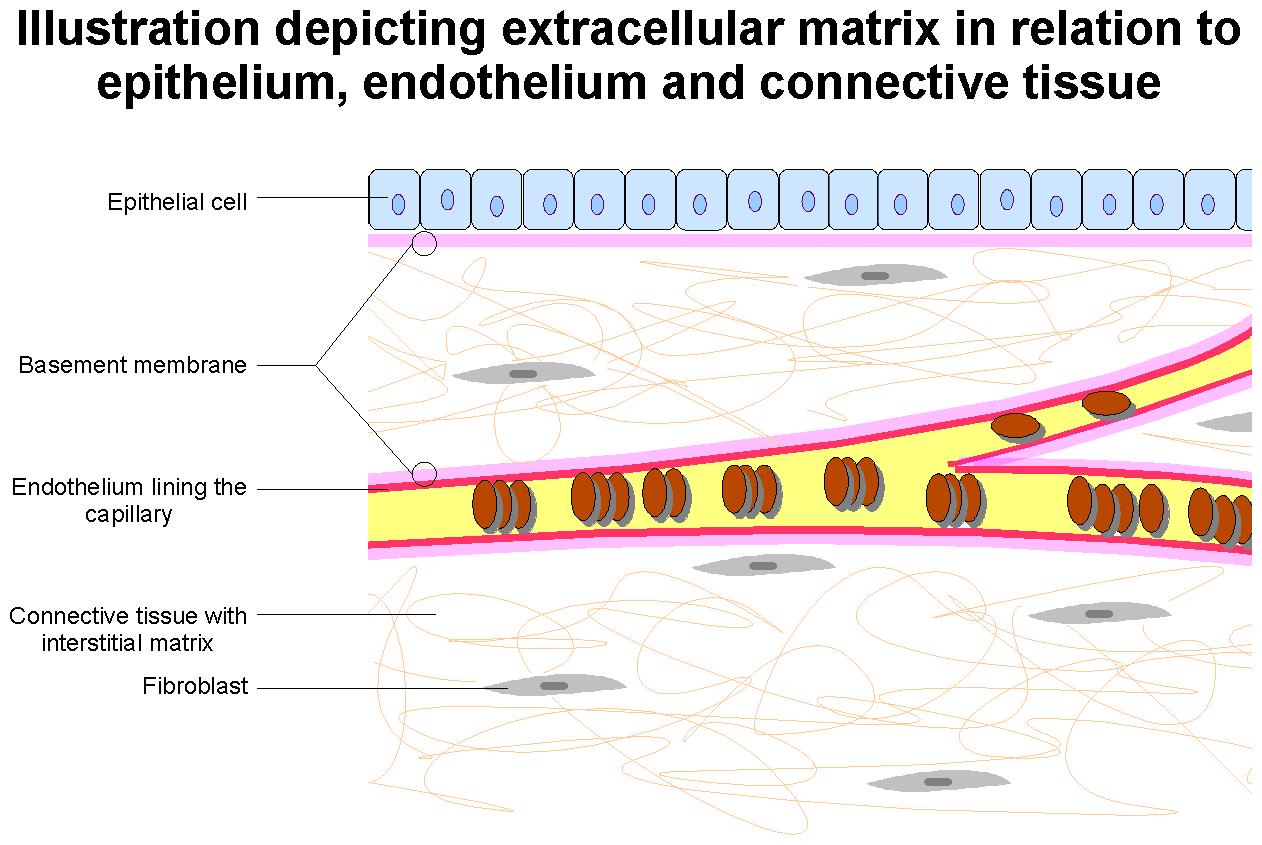
Ilustração da matriz extracelular (membrana basal e matriz intersticial) em relação ao epitélio, endotélio e tecido conjuntivo

Em biologia, a matriz extracelular é um conjunto de moléculas extracelulares secretadas por células de suporte que fornecem auxílio estrutural e bioquímico para as células circundantes. Como a multicelularidade evoluiu independentemente em diferentes linhagens multicelulares, a composição da matriz extracelular varia entre estruturas multicelulares; no entanto, adesão celular, comunicação de célula-a-célula e diferenciação são funções comuns da matriz extracelular.
A matriz extracelular animal inclui a matriz intersticial e a membrana basal. A matriz intersticial está presente entre várias células animais (isto é, nos espaços intercelulares). Géis de polissacarídeos e proteínas fibrosas preenchem o espaço intersticial e atuam como um tampão de compressão contra o estresse colocado na matriz extracelular. As membranas basais são deposições parecidas com folhas da matriz extracelular nas quais repousam várias células epiteliais. 
Cada tipo de tecido conjuntivo em animais tem um tipo de matriz extracelular: fibras colágenas e mineral ósseo compreendem a matriz extracelular do tecido ósseo; fibras reticulares e substância fundamental compreendem a matriz extracelular de tecido conjuntivo frouxo; e plasma sanguíneo é a matriz extracelular do sangue. A matriz extracelular da planta inclui componentes da parede celular, como a celulose, além de moléculas de sinalização mais complexas. Alguns organismos unicelulares adotam biofilmes multicelulares nos quais as células são incorporadas em uma matriz extracelular composta principalmente de substâncias poliméricas extracelulares (SPE).

## Matriz extracelular

### Definição
A Matriz Extracelular é a porção não celular de um tecido, composta por uma rede de macromoléculas (principalmente proteínas e polissacarídeos) que são secretadas pelas células adjacentes e permitem um suporte bioquímico/estrutural das mesmas. A composição, a forma e a organização da matriz mudam de acordo com o tecido e suas necessidades, no entanto, a comunicação e a adesão celular são as mesmas. Exemplos dessa variação na composição são as fibras de colágeno na pele, os minerais no tecido ósseo e o plasma sanguíneo.
Nos animais, a Matriz Extracelular é composta pela matriz intersticial ( material depositado entre as células do tecido) e pela lâmina basal (uma membrana/camada de matriz na qual as células se dispõem). Um tipo gel de polissacarídeos e proteínas fibrosas preenche o espaço intercelular e ameniza o impacto sobre a lâmina basal. Já nas plantas, a matriz inclui componentes da parede celular como a celulose e em organismos unicelulares a matriz funciona como um biofilme de substâncias extracelulares.

### Função
Devido à sua diversidade, a Matriz Extracelular pode exercer diversas funções como: suporte, separação de tecidos, regulação das comunicações e desempenho das células, assim como o crescimento e a cicatrização dos tecidos. Além disso, ela age como um estoque de fatores de crescimento, que podem ser disponibilizados pela ação de proteases que são ativadas de acordo com as condições fisiológicas. Sua rigidez e elasticidade influenciam também na diferenciação e migração celular e na expressão de genes.

### Constituição e estrutura
A Matriz Extracelular é composta por colágeno e elastina sendo inseridas num gel hidrofílico de polissacarídeos podendo estar associados a proteínas ou não.  Esses componentes são produzidos dentro das células presentes e depois são secretados por meio da exocitose.
Ao juntarmos as proteínas extracelulares presentes e os glicosaminoglicanos, que são polímeros de carboidrato, formamos os proteoglicanos. Como proteoglicanos são carregados negativamente eles atraem íons positivos de sódio (Na+), que então atrai moléculas de água por osmose mantendo a ME e suas células residentes hidratadas. Existem diferentes tipos de proteoglicanos achadas na matriz extracelular como por exemplo:
-O sulfato de heparan, que tem a função regulatória de diversas atividades biológicas. Sendo encontrado em todos os tecidos animais ele regula o processo de crescimento,a angiogênese, a coagulação sanguínea e a metástase de tumores.;
-O sulfato de condroitina, que contribui para a força elástica de cartilagens, tendões e ligamentos. Ele também afetam neuroplasticidade, que é habilidade de mudança do cérebro de um indivíduo durante sua vida;
-O  sulfato de queratina possui uma variedade de conteúdo sulfato e diferente de muitos GAGS, não contém ácido urônico. Estão presentes na córnea, cartilagens, ossos e em chifres de animais.
Existem também polissacarídeos que não estão associadas a proteínas, um exemplo seria o ácido hialurônico . Ele dá a célula da habilidade de resistir compreensões , pois absorve água de maneira significativa formando então uma força de inchaço oposta a realizada pelo meio externo. É então encontrado nas articulações de sustentação. Ele age também como um sinal para regulação do comportamento celular durante processos como o crescimento embrionário, processos de regeneração, inflamações e desenvolvimento de tumores.

#### Colágeno
Colágeno é um tipo de proteína fibrilar que oferece suporte estrutural às células, é a proteína mais abundante da matriz extracelular. A principal característica do tropocolágeno, ou seja, a unidade proteica que se polimeriza para formar as fibrilas de colágeno,é a estrutura longa e rígida de sua fita tripla helicoidal, onde três cadeias polipeptídicas são enroladas umas nas outras, essa estrutura é rica em prolina e glicina. As fibrilas de colágeno são resistentes a forças tensoras.
Todos os mamíferos fazem síntese de colágeno e tem aplicabilidade em diversas áreas. A deficiência de colágeno no organismo denomina-se colagenoses, pode derivar de um defeito genético ou deficiências nutricionais que afetam sua biossíntese acarretando alguns problemas como má formação óssea, rigidez muscular, problemas com o crescimento, inflamação nas juntas musculares, doenças cutâneas, entre outros.
São encontrados em diversos tipos, o tipo I (colágenos fibrilares) é o mais comum, encontrado em abundância na pele, nos ossos, nos tendões e na dentina. O tipo IX e XII (colágenos associados a fibrilas) que ligam as fibrilas uma nas outras. Já o tipo IV (formador de rede) constitui a maior parte da lâmina basal. Logo, percebe-se que cada tipo de colágeno está ligado a um local específico do organismo, podendo ser mais de um em cada local.

#### Fibras elásticas
As fibras elásticas estão presentes em estruturas como pele, vasos sanguíneos e pulmões, fornecendo a força elástica que esses órgãos necessitam para exercerem suas funções. As fibras elásticas são capazes de distenderem quando tracionadas e voltarem a seu estado normal quando a força de tração é interrompida. Essas fibras são, pelo menos, cinco vezes mais elásticas que um filamento de borracha do mesmo diâmetro. As fibrilas de colágeno são entrelaçadas com as fibras elásticas, limitando a distensão do tecido e evitando o seu rompimento.
As fibras elásticas são constituídas essencialmente por elastina, uma proteína altamente hidrofóbica. Assim como o colágeno, a elastina é rica em prolina e glicina, porém, ao contrário do colágeno, ela não é glicosilada. O precursor biossintético da elastina é a tropoelastina, que é secretada no espaço extracelular e reunida em fibras elásticas próximo à membrana plasmática. As moléculas da tropoelastina se tornam fortemente intercruzadas umas às outras, formando uma longa rede de fibras e camadas de elastina.
Entre os principais componentes da elastina estão os segmentos hidrofóbicos, responsáveis pela elasticidade das moléculas, e os segmentos de α-hélices ricas em lisina e alanina, que são ligados de maneira cruzada às moléculas adjacentes por meio de ligações covalentes dos resíduos de lisina. Esses segmentos se alternam ao longo da cadeia polipeptídica.
No núcleo da elastina encontramos uma camada de microfibrilas. Essas microfibrilas são produzidas antes da elastina durante o desenvolvimento dos tecidos, aparentemente elas formam um suporte no qual as moléculas de elastina secretadas são depositadas. As microfibrilas são formadas por uma série de glicoproteínas distintas, entre elas a fibrilina, a qual se liga à elastina, sendo essencial para a integridade das fibras elásticas.

#### Lâmina basal
Lâmina basal é uma fina camada, porém flexível, de matriz extracelular especializada que separa o tecido epitelial de outros tecidos; pode ser chamada também de membrana basal. Apresenta função fundamental na arquitetura corporal pois é o suporte de todo o epitélio.
É constituída em sua maior parte por glicoproteínas laminina e colágeno tipo IV (colágeno formador de rede) em que sua forma polimerizada constitui rede em forma de camada. O colágeno tipo XVIII é encontrado no núcleo proteico do proteoglicano da lâmina basal. Possui de 40 a 120nm de espessura, e também circunda células musculares, adiposas e células de Schwann. No glomérulo renal ela se encontra entre suas camadas celulares e atua como um filtro altamente seletivo.
Lamininas são glicoproteínas compostas de três longas cadeias polipeptídicas, associam-se em uma rede em diferentes combinações,diferentes lamininas podem ser produzidas criando lâminas basais com propriedades distintas.
O colágeno tipo IV se monta em uma rede flexível e dá a lâmina basal resistência à tração.
A laminina e o colágeno tipo IV interagem com outros componentes da lâmina basal como a glicoproteína nidogênio.
Além da função estrutural e filtrante, também é capaz de determinar a polaridade e influenciar o metabolismo celular, organizar as proteínas nas membranas plasmáticas adjacentes,promover a sobrevivência,a proliferação ou a diferenciação celular,além de servir como via para a migração celular.Porém seu papel mecânico é essencial como por exemplo manter a epiderme ligada a derme,pessoas com defeito genético em determinadas proteínas da lâmina basal ou em um tipo especial de colágeno que ancora a lâmina ao tecido subjacente,a epiderme se descola da derme; causando uma doença chamada epidermólise bolhosa juncional.

### Proteínas de ancoragem
Para manter as células unidas, é necessário que haja a formação de estruturas denominadas junções, que variam conforme o tipo e a função da célula. A estrutura dessas depende de proteínas de adesão transmembrana, que estabelecem conexões entre o citoesqueleto de uma célula e estruturas encontradas na superfície da outra. As principais proteínas de adesão pertencem às famílias das caderinas, que estabelecem conexão célula-célula, e das integrinas, as quais fazem a ligação da célula à matriz extracelular.
As caderinas, proteínas de adesão dependentes de cálcio, são encontradas em todos os animais multicelulares cujos genomas já foram analisados. A dependência do cálcio implica perda de sua função caso esses íons sejam removidos do meio extracelular.  
A ligação entre caderinas é dita homofílica, ou seja, é estabelecida entre moléculas pertencentes ao mesmo subtipo (ou subtipos muito semelhantes dessa família de proteínas). Essa especificidade na ligação está relacionada ao processo de segregação das células durante o desenvolvimento, função importante das caderinas.
As proteínas de adesão celular transmembrana que estabelecem conexão célula-matriz, as integrinas, têm como funções a transmissão de sinais moleculares e mecânicos e a transformação de um tipo de sinal em outro. Dessa forma, é possível controlar a ligação entre essas estruturas de acordo com as condições no interior da célula, por exemplo.  
As integrinas também estão envolvidas no controle da proliferação e sobrevivência da célula. A ligação dessa à matriz extracelular pode ser determinante em situações com baixa concentração de nutrientes, por exemplo, sendo a matriz responsável por suprir as necessidades da célula. Portanto, as integrinas são essenciais para aos tipos celulares que apresentam dependência de ancoragem, isto é, necessidade de ligação a um substrato para seu crescimento e sobrevivência.

### Fisiologia
Rigidez e elasticidade
A rigidez e elasticidade de uma célula dependem principalmente da propriedade mecânica existente em seu ambiente, por meio da aplicação de forças e medida da folga resultante. Varia de acordo com a especialidade da célula ou tecido, podendo apresentar mais rigidez como no tecido ósseo, ou mais elasticidade como no tecido mole do cérebro, o que depende da quantidade de elastina e colágeno (formação de fibras resistentes a tensão) de onde se encontra, pois possuem prolina e hidroxiprolina, resíduos de aminoácidos responsáveis por conferir a rigidez. Diversas funções são reguladas por esse processo tais como a contração celular, migração, divisão, diferenciação e morte celular (apoptose).Apesar do efeito dessa propriedade mecânica na expressão gênica não ser bem explicado, é possível inferir que forças contráteis transmitidas através de estruturas transcelulares tem papel fundamental em vias moleculares.
Efeito na diferenciação celular
A sensibilidade requerida pelo tecido em questão é importante no processo de diferenciação celular pois as células em diferenciação comprometem-se com o fenótipo determinado por esse, por isso células postas em matrizes cerebrais adquirem características neuronais, em matrizes musculares, miogênicas e óssea, osteogênica. As células buscam substratos mais propícios, o que inclui o microambiente que compreende a matriz extracelular, e dessa forma, diferenciam-se.
Efeito na migração celular
Proteínas de ancoragem e proteínas sinalizadoras encontradas no complexo proteico compreendido entra a célula e a matriz extracelular são os principais mecanismos moleculares por trás da migração celular pelo fato de que causam alterações na forma celular e consequentemente, rearranjo no citoesqueleto, facilitando assim a migração direcionada.

## História
A importância da matriz extracelular tem sido reconhecida há muito tempo (Lewis, 1922), mas o uso do termo é mais recente (Gospodarowicz et al., 1979).

### Leitura adcional
- Biologia Molecular da Célula (2017). 6ª Edição. Artmed: Porto Alegre.
- De Robertis – Biologia Celular e Molecular - 16ª Edição